# 1927 en combiné nordique
| Années du combiné nordique : 1924 - 1925 - 1926 - 1927 - 1928 - 1929 - 1930    |
| Décennies du combiné nordique : 1890 - 1900 - 1910 - 1920 - 1930 - 1940 - 1950 |

Cette page reprend les résultats de combiné nordique de l'année 1927.

## Festival de ski d'Holmenkollen
L'édition 1927 du festival de ski d'Holmenkollen fut remportée par le norvégien Ole Kolterud devant ses compatriotes Hagbart Haakonsen et Johan Grøttumsbråten, ce dernier ayant remporté l'épreuve l'année précédente.

## Jeux du ski de Lahti
L'épreuve de combiné des Jeux du ski de Lahti 1927 fut remportée par un coureur finlandais, Esko Järvinen, devant ses compatriotes P. Pohjola et U. Kunttu.

## Championnat du monde
Le championnat du monde eut lieu à Cortina d'Ampezzo, en Italie. Le podium de l'épreuve de combiné fut entièrement tchèque : l'épreuve fut remportée par Rudolf Purkert devant Otakar Německý et František Wende.

## Championnats nationaux

### Championnat d'Allemagne
L'épreuve du championnat d'Allemagne de combiné nordique 1927, organisée à Garmisch-Partenkirchen, fut remportée par Gustl Müller devant Karl Neuner.

### Championnat de Finlande
Le championnat de Finlande 1927 fut remporté, comme les deux années précédentes, par Toivo Järvinen. Yrjö Kivivirta (fi) fut troisième de l'épreuve.

### Championnat de France
Le championnat de France 1927 fut organisé à Chamonix-Mont-Blanc. Martial Payot le remporta.

### Championnat d'Italie
Le championnat d'Italie 1927 fut remporté par Luigi Faure, dont ce fut la quatrième victoire consécutive.

### Championnat de Norvège
Le championnat de Norvège 1927 se déroula à Lillehammer, sur le Lysgårdsbakken. Le vainqueur fut Ole Kolterud, suivi par Ole Hegge et Hagbart Haakonsen.

### Championnat de Pologne
Le championnat de Pologne 1927 fut remporté par Bronisław Czech, du club SNPTT Zakopane.

### Championnat de Suède
Le championnat de Suède 1927 a distingué Sven Eriksson, du club Selångers SK, futur champion du monde 1933. L'épreuve par équipes permit au IF Friska Viljor d'être le club champion 1927.

### Championnat de Suisse
Le championnat de Suisse de ski 1927 a eu lieu à Château-d’Œx. La course fut remportée par l'allemand Walter Glass.